# جیمز ماریتاتو
جیمز ماریتاتو (انگلیسی: Nunzio؛ زادهٔ ۱۲ مارس ۱۹۷۲) کشتی‌گیر کشتی حرفه‌ای اهل ایالات متحده آمریکا است.